# Jimmy Stolk
Jimmy Leonard Stolk es un exmilitar de Surinam, emprendedor, y sospechoso en el juicio de los Asesinatos de diciembre. Stolk tuvo un papel activo en el ejército de Surinam durante el gobierno de (dictadura militar) de Desi Bouterse, y está acusado de haber estado involucrado en los Asesinatos de diciembre de 1982. Stolk era jefe de la prisión, y miembro del tribunal militar. 
Stolk transportó a una de las víctimas de los Asesinatos de Diciembre, el militar Jiwansingh Sheombar, desde las Barracas Memre Boekoe a Fort Zeelandia en su vehículo personal; según Stolk siguiendo órdenes de sus superiores, para ser interrogado. Posteriormente Sheombar fue fusilado, junto con otras catorce personas. 